# Metriochroa celidota
Metriochroa celidota là một loài bướm đêm thuộc họ Gracillariidae. Nó được tìm thấy ở Uganda.